# Илка Попова
Илка Стефанова Попова е българска оперна певица, мецосопран, работила дълго време във Франция.

## Биография и творчество
Тя е родена на 1 август 1905 година в София в семейството на журналиста Стефан Мавродиев. Племенница е на един от основателите на Софийската опера Петко Наумов. През 1913 година започва да пее в детски любителски хор, а от 1921 година учи оперно пеене при Иван Вулпе в Държавната консерватория. На 11 декември 1929 година дебютира в Софийската опера в ролята на Амнерис в операта „Аида“ от Джузепе Верди. Малко преди да завърши се жени за цигуларя Саша Попов.
След дипломирането си в София продължава обучението си в Милано, а след това в Париж при Фелия Литвин. Първоначално започва да пее в операта на Бордо, а от 1931 година – в парижката Гран Опера, където емблематична нейна роля става Далила от „Самсон и Далила“ на Камий Сен-Санс. През следващите години тя има голям успех както във Франция, така и в Италия, през работи в тясно сътрудничество с Фьодор Шаляпин.
След началото на Втората световна война Попова се връща в България и продължава да работи в Софийската опера. След налагането на комунистическия режим няма възможност да работи в чужбина, като за последен път участва в две представления в Италия през 1947 година. Продължава да работи до края на живота си, като през последните си години изпълнява ролята на Старата графиня в „Дама пика“ на Пьотър Чайковски.
Илка Попова умира на 30 май 1979 година в София.

## Памет
На Илка Попова е наречена улица в квартал „Хладилника“ в София (Карта).